# Teatr Satyry „Maszkaron” w Krakowie
Teatr Satyry „Maszkaron” w Krakowie – teatr istniejący w latach 1983-1994 w Krakowie.

## Historia
Założycielem teatru był dziennikarz, publicysta i reżyser Brunon Rajca (1933-1990). Siedzibą teatru były piwnice pod Ratuszem w Krakowie. Pierwszą premierą zespołu był Dekameron Boccaccia w reżyserii Mieczysława Górkiewicza (17 grudnia 1983). Po śmierci Brunona Rajcy kierownictwo zespołu objął Andrzej Mrożewski, który kierował teatrem do 1994 roku. Po jego likwidacji scenę przejął krakowski Teatr Ludowy, który utworzył tam Scenę pod Ratuszem.
Podczas dwunastoletniej działalności zespół wystawił pięćdziesiąt pięć premier utworów literatury polskiej i światowej, m.in. takich autorów jak Giovanni Boccaccio, Ivo Brešan, Ernest Bryll, Michaił Bułhakow, Aleksander Fredro, Nikołaj Gogol, Jaroslav Hašek, Molière, George Bernard Shaw, Julian Tuwim czy Gabriela Zapolska. Wśród reżyserów współpracujących z teatrem byli m.in. Jacek Chmielnik, Konstanty Ciciszwili, Tadeusz Junak, Roman Kordziński, Tadeusz Kwinta, Žarko Petan, Wojciech Ziętarski oraz Tomasz Zygadło.

## Aktorzy teatru
- Miriam Aleksandrowicz
- Stanisław Berny
- Jerzy A. Braszka
- Włodzimierz Chrenkoff
- Maciej Ferlak
- Renata Fiałkowska
- Ryszard Gajewski-Gębka
- Jolanta Gibas
- Rafał Gralewski
- Józef Harasiewicz
- Jolanta Janusz-Bogunia
- Stanisław Jędrzejewski
- Jakub Kosiniak
- Janina Kulhanek
- Izabella Lipka
- Tadeusz Piotr Łomnicki
- Małgorzata Markiewicz
- Andrzej Nowakowski,
- Renata Nowicka-Mastek
- Danuta Okopska
- Maria Omielska-Malanowicz
- Elżbieta Orzechowska
- Mieczysław Ostroróg
- Jerzy Pal
- Tomasz Piasecki
- Andrzej Pściuk-Fryga
- Grażyna Skotnicka
- Małgorzata Stachowiak
- Andrzej Stalony-Dobrzański
- Ewa Śmiałowska-Mrożewska
- Małgorzata Then-Stępień
- Jacek Wojnicki
- Wojciech Wziątek
- Zinaida Zagner